# حديقة الكتاب في طهران
حديقة الكتاب في طهران هي أكبر حديقة أو مكتبة لعرض ومطالعة الكتب وبيعها في العالم حيث تُعَد صرحاً ثقافياً ضخماً يحمل اسم حديقة الكتاب تقع وسط العاصمة الإيرانية طهران. تبلغ مساحة حديقة الكتب في طهران 110.000 متر مربع، وتضم مساحات خضراء توفّر جواً من الهدوء للعائلات إضافةً إلى إمكانية قضاء ساعات طويلة في مطالعة الكتب. ومن أهم أهداف مشروع حديقة الكتب في طهران، طرح بديل للمعرض الدولي للكتاب وتعديل أدائه، وزيادة العرض العام للكتب وتكريس ثقافة المطالعة، إلى جانب زيادة إنتاج الكتب وترويج التقنيات الحديثة في مجال النشر. وستوفر مكتبة «حديقة الكتب» مساعدات لنشر وإنتاج الكتب بالاعتماد على التقنيات الحديثة التي تساهم في تعزيز نشر الأدباء لكتبهم.

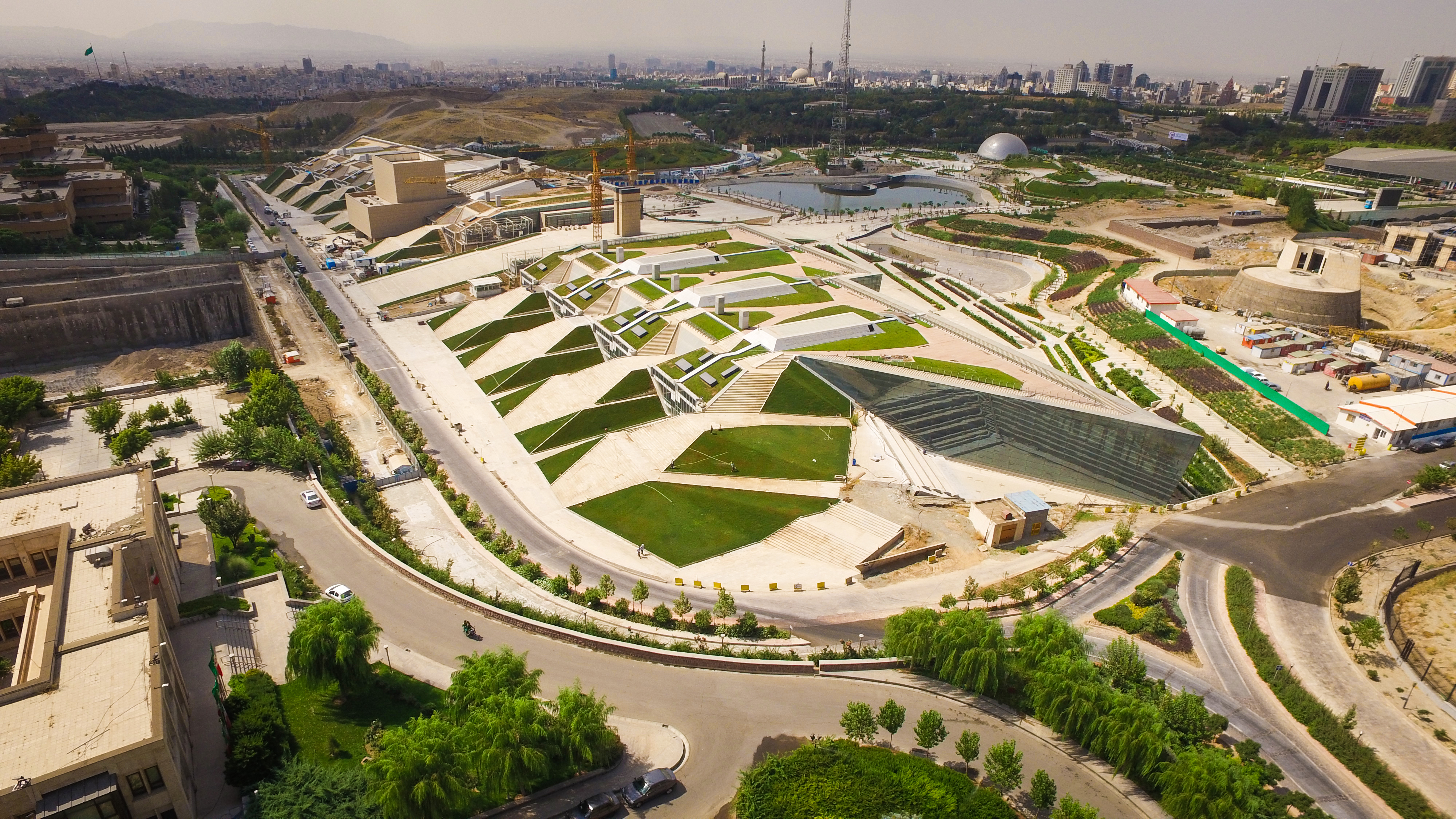
حديقة الكتاب في إيران، هي الأكبر من نوعها في العالم

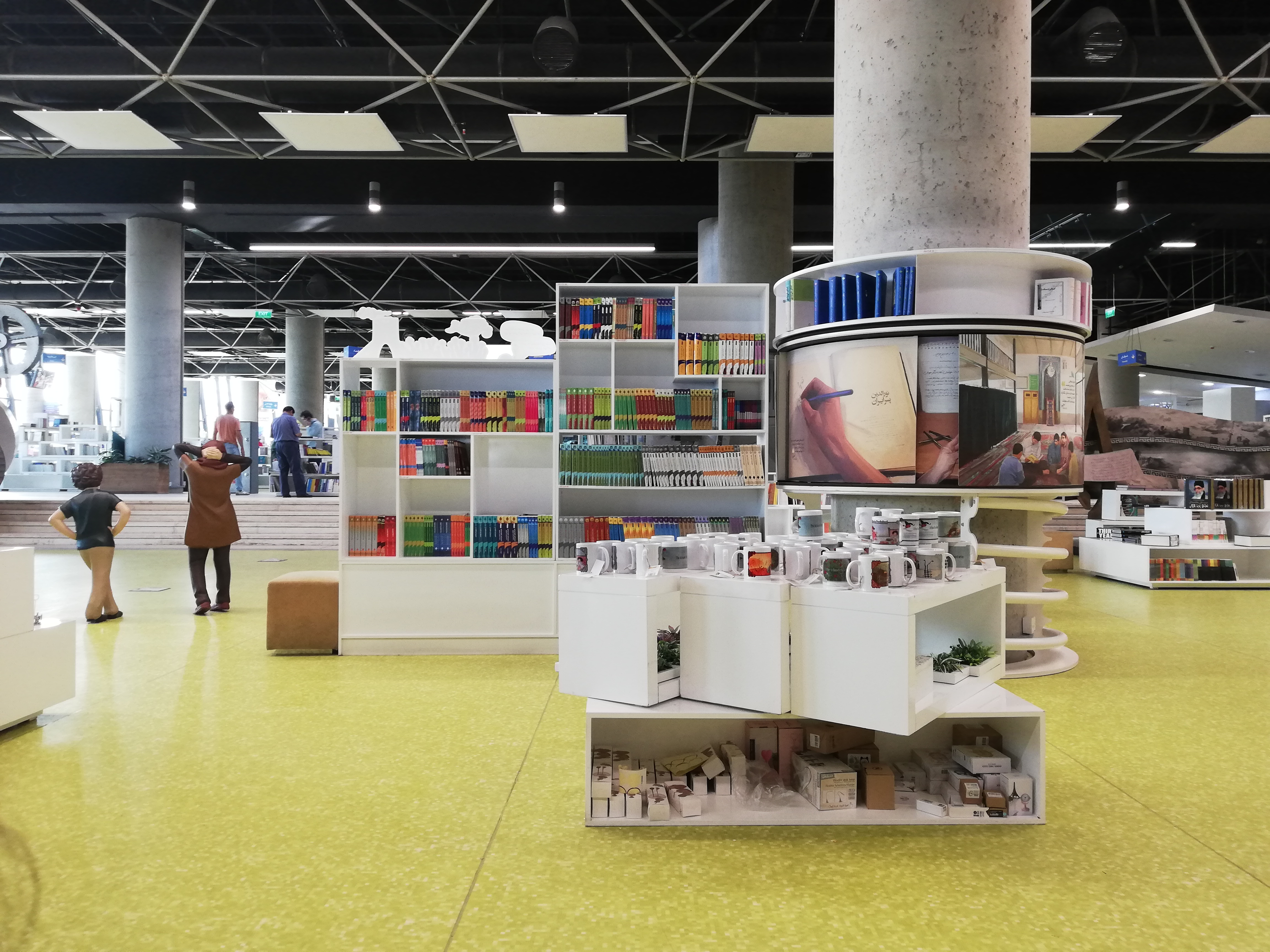
حديقة الكتاب في إيران من داخل إحدى القاعات

## الموقع الجغرافي
تقع حديقة طهران للكتاب التي افتُتِحَت رسمياً في يوليو/ تموز من سنة 2017م في تلال عباس آباد شمال شرق العاصمة الإيرانية طهران. وتم اقتراح حديقة الكتاب في طهران لأول مرة عام 2004م، وذلك بسبب شعبية معرض طهران الدولي للكتاب الذي فتح شهية الإيرانيين للقراءة ومناقشة الكتب.

## افتتاح الحديقة
بعد أن أغلقت الكثير من متاجر الكتب الكبرى حول العالم أبوابها، بات لدى عشّاق القراءة اليوم ما يثير حماسهم للمطالعة من جديد، حيث افتَتَحَت إيران مؤخّراً صرحاً ثقافيّاً ضخماً يحمل اسم «حديقة الكتاب» والتي تُعتبَر الأكبر في العالم. فقد تم اعتبار افتتاح حديقة الكتاب حدث ثقافي كبير في إيران، سيتيح للجميع فرصة الاستفادة من هذه التجربة الثقافية والأكاديمية.

## الهدف من المشروع
تُعتبَر هذه الحديقة اليوم الأكبر في العالم لمطالعة الكتب. وتتيح للقراء من جميع أنحاء العالم، الوصول إلى المصادر الإسلامية والمراجع بشأن إيران والثورة الإسلامية حيث سيكون من السهل الولوج إلى المصادر الإسلامية الإيرانية القديمة، خصوصاً مع إتاحة أرشيف للبلاد يعود تاريخه إلى سنة 1979م، أي تأريخ الثورة الإيرانية التي حولت البلاد إلى جمهورية إسلامية. ومن شأن هذا المشروع ان يرفع نسبة المطالعة في إيران ويساهم بشكل كبير في التنمية العلمية للأطفال والكبار. بالإضافة إلى ذلك فمن الممكن أن يساهم هذا المركز الثقافي في إحياء الرغبة لدى الشباب الإيراني لاكتشاف الثقافة.

## محتويات الحديقة
تحتوي حديقة الكتب في طهران على قاعات عديدة منها، قاعة العلم للأطفال، قاعة العلم لليافعين، سفينة الكتب، قسم الصور المجسمة ومجموعة صالات السينما والمسرح والملتقيات. وقصص الشاهنامة. كما وتنتشر بها عدة فضاءات خاصة، وأروقة، ومعارض، ودور سينما، ودورات علمية، بحسب تقرير لصحيفة Ouest-France الفرنسية. وبما أن إيران تُعتبَر جمهورية إسلامية، فقد تم تخصيص مكان للصلاة في «حديقة الكتاب العالمية». كما تمت تغطية شرفة السطح بفضاءات خضراء تسمح لكل قراء العالم بقراءة الكتب مع الاستمتاع بأشعة الشمس. كما وتقدم المكتبة مجموعة متنوعة من الأنشطة التي تهدف إلى تشجيع القراءة. ووفقاً لنيوزويك، هناك أكثر من 400 ألف كتاب للأطفال.

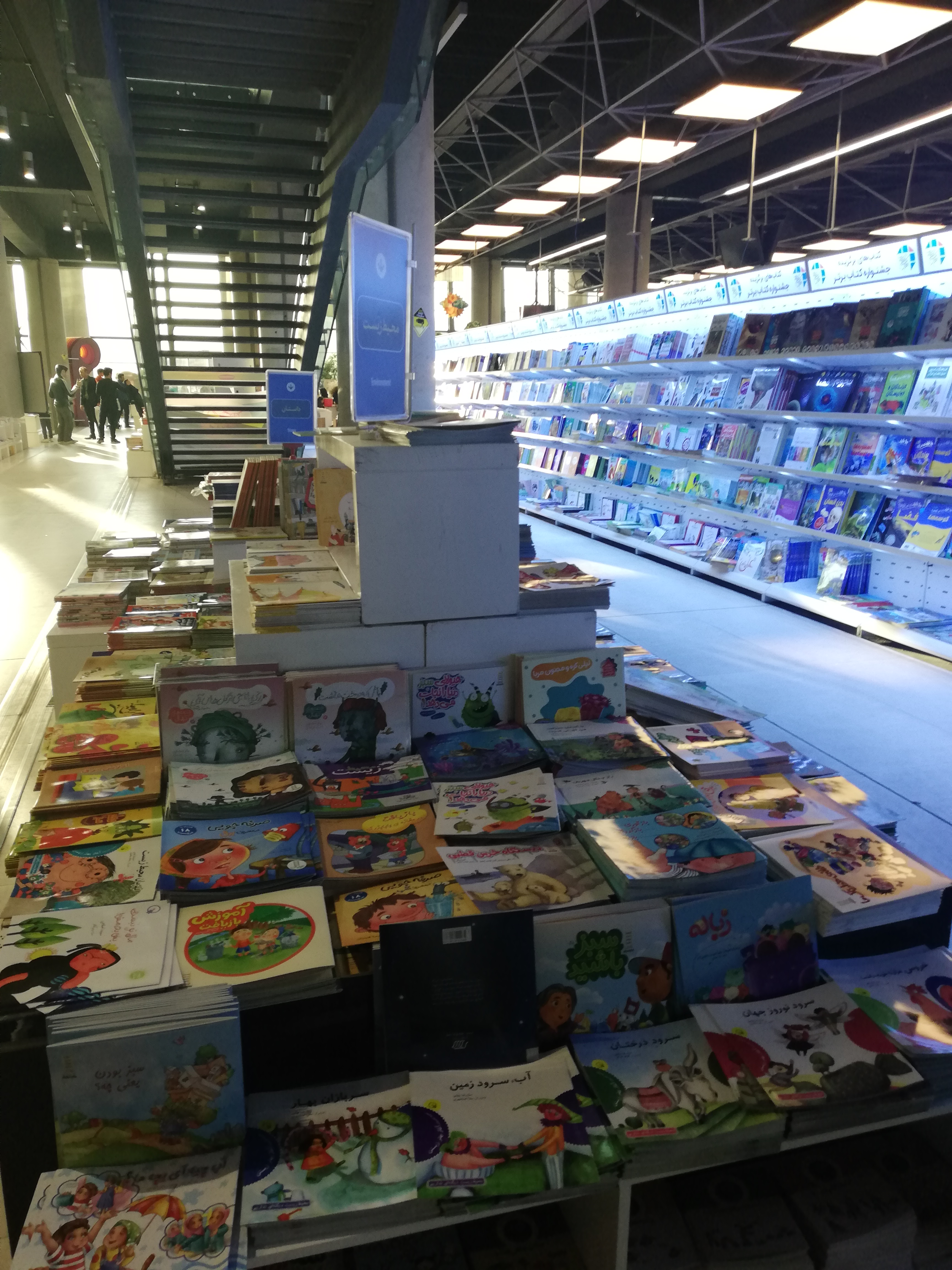
من داخل إحدى القاعات الخاصة بحديقة الكتاب في إيران

## نبذة عامة عن الحديقة
أصبحت «حديقة الكتب» أكبر مكتبة في العالم، حيث تمتد رفوف الكتب على ما يقارب 14 ألف متر مربع، وبذلك تتفوق على مكتبة «بارنز ونوبل» في نيويورك بالولايات المتحدة الأمريكية. فقد تم تخصيص قرابة 400 ألف كتاب موجهة أساساً للشباب، وقد تم تنزيل الرفوف المخصصة لهذه الكتب ليسهل على الأطفال الوصول إليها. وتجدر الإشارة إلى أن قرار تأسيس هذا الفضاء الثقافي قد اتُخِذَ سنة 2004 تزامناً مع تنظيم معرض الكتاب في طهران. وقد تم الانتهاء من عملية البناء سنة 2016م.

## معرض الصور

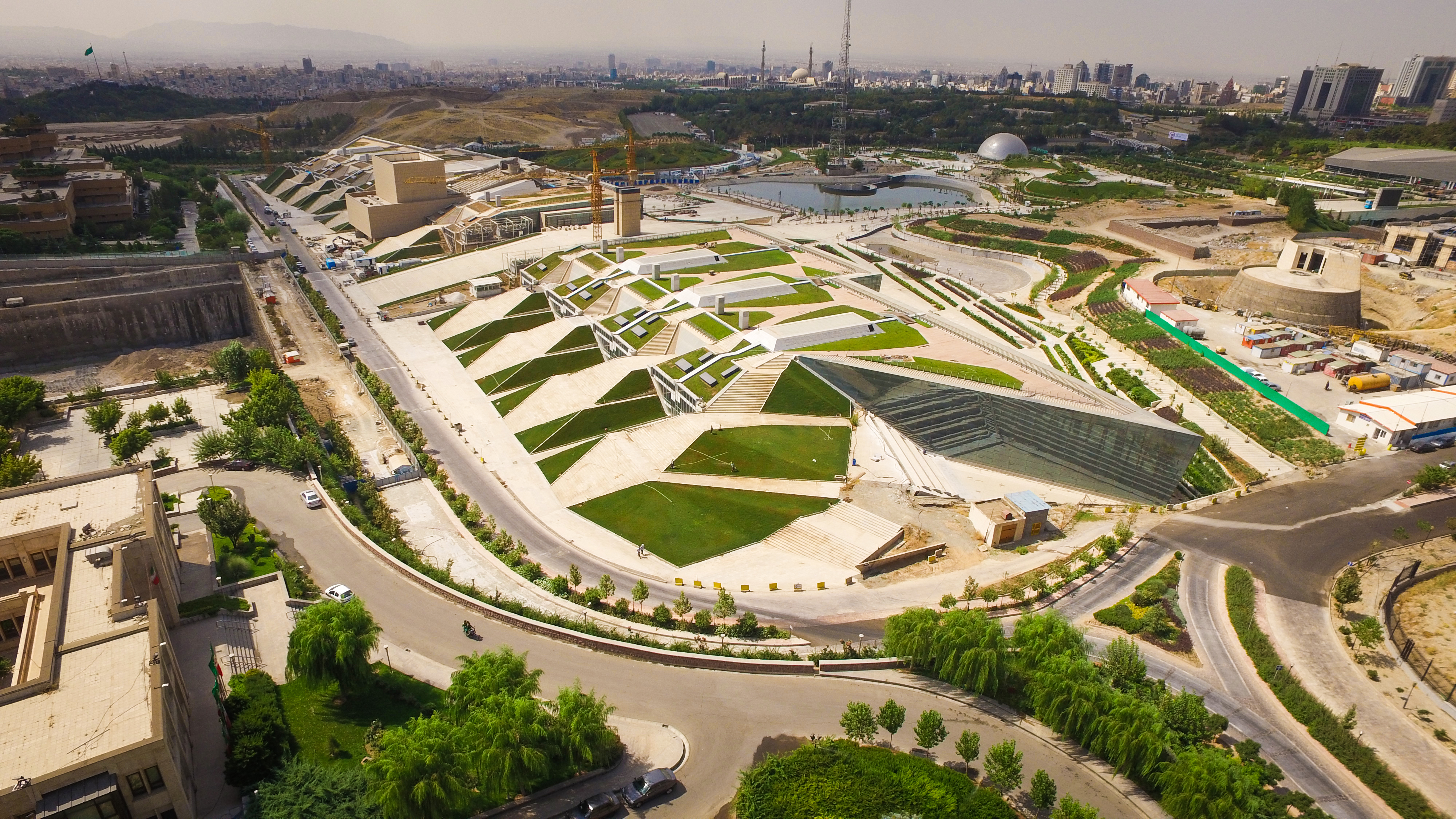
حديقة الكتاب في إيران، هي الأكبر من نوعها في العالم

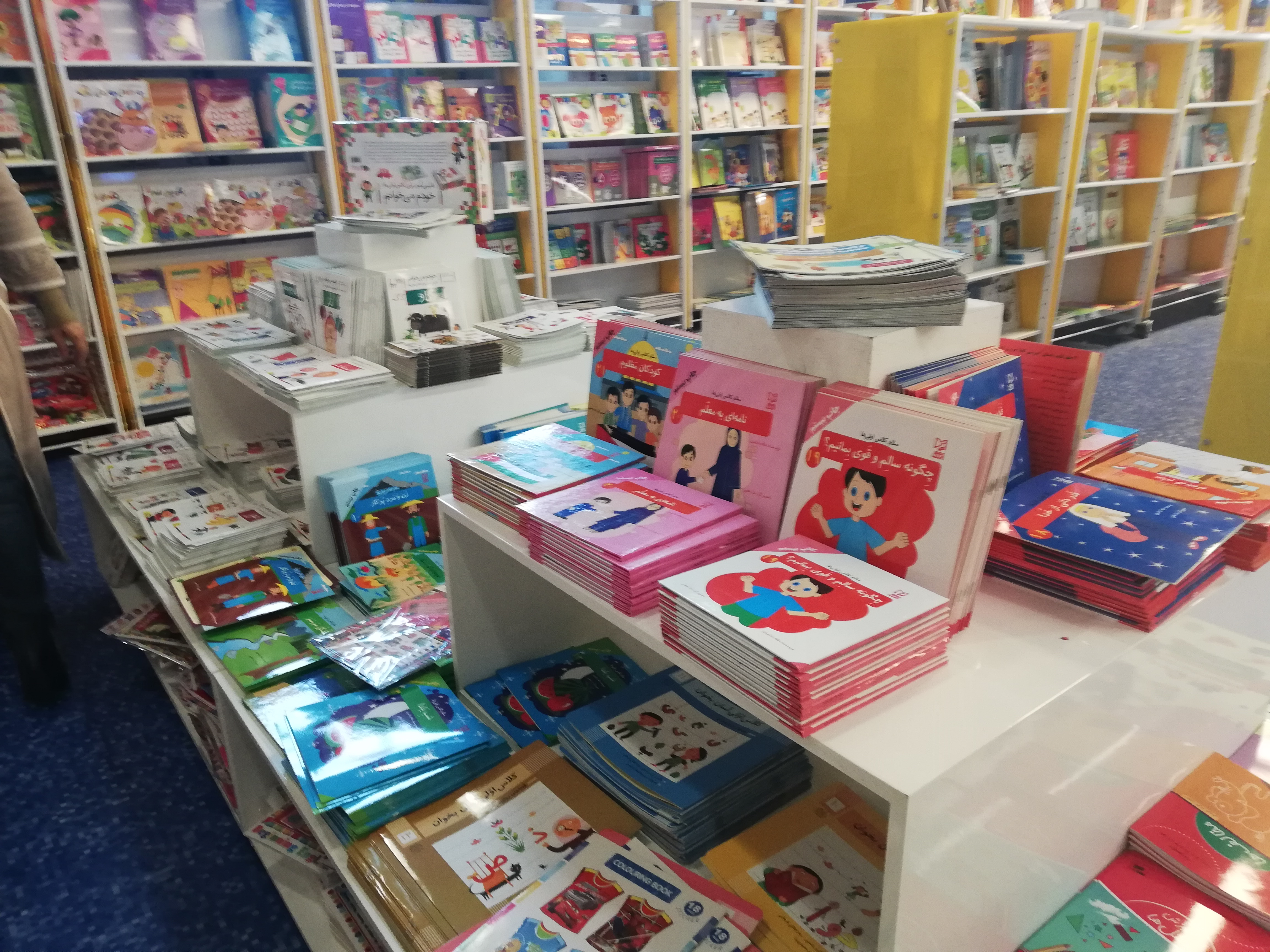
حديقة الكتاب في إيران من داخل إحدى القاعات

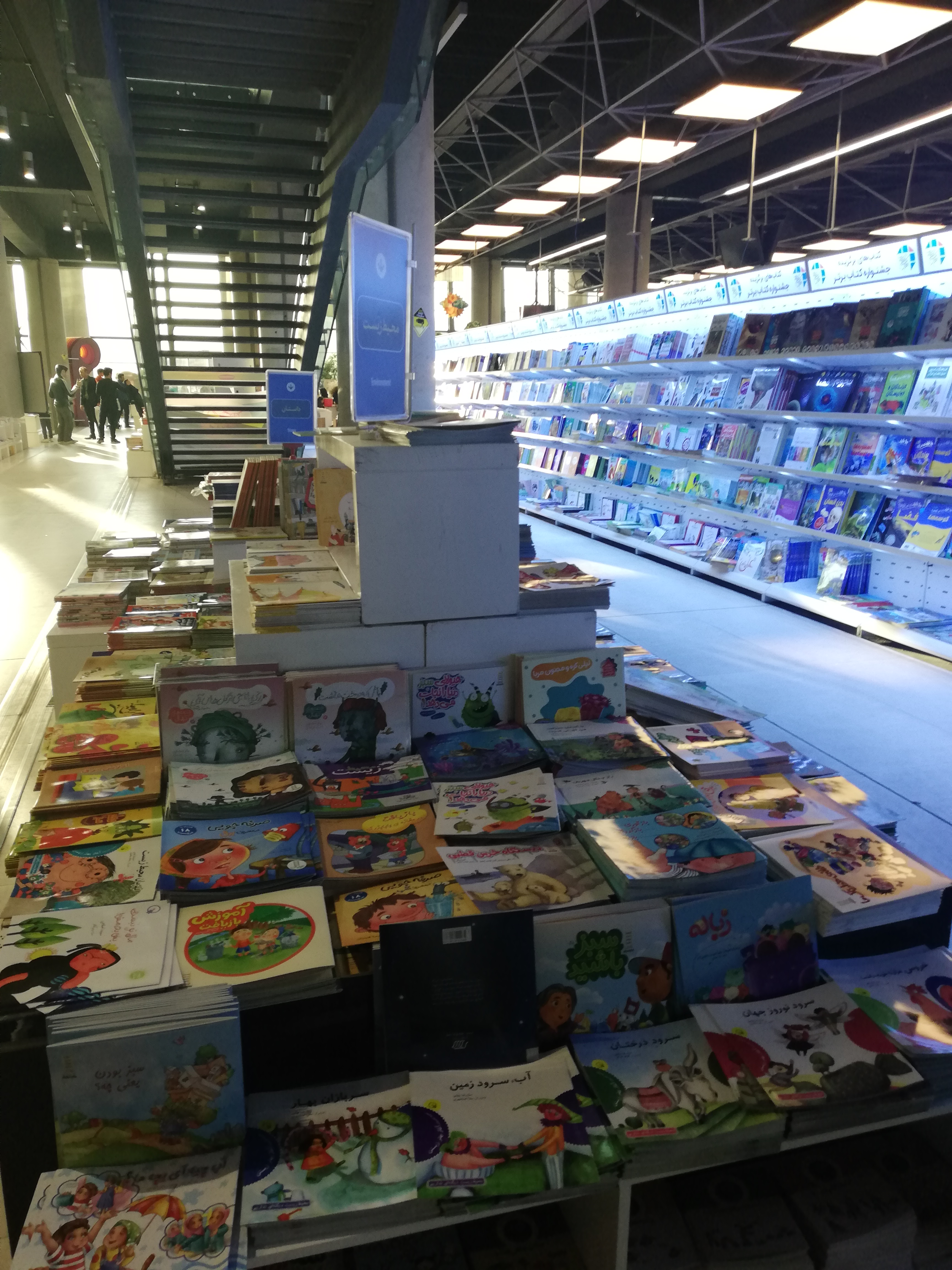
من داخل إحدى القاعات الخاصة بحديقة الكتاب في إيران

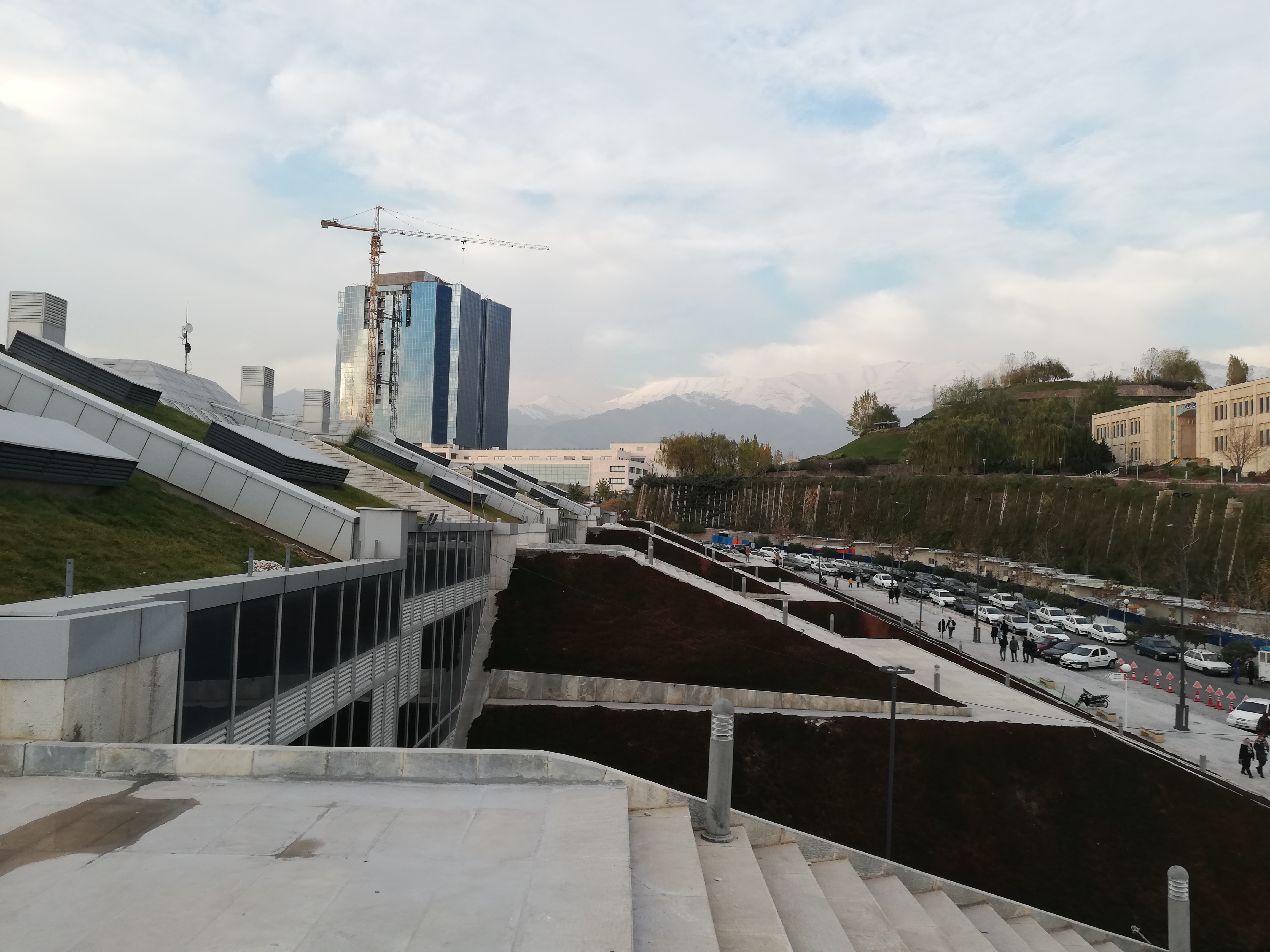
منظر عام لحديقة الكتاب في إيران